# Günter Farchmin
Günter Farchmin (* 9. Juni 1913 in Berlin; † 24. Oktober 1997 ebenda) war ein deutscher Tierarzt, Wissenschaftler und Hochschullehrer in der Deutschen Demokratischen Republik (DDR).

## Leben
Farchmin, Sohn eines Verwaltungsinspektors, schloss das Realgymnasium ab, studierte bis zu seiner Approbation als Tierarzt (1937) zunächst an der Tierärztlichen Hochschule, ab 1934 an der Friedrich-Wilhelms-Universität Berlin und promovierte hier 1938 zum Dr. med. vet. Anschließend leistete er Militär- und Kriegsdienst im Zweiten Weltkrieg. 1941 wurde er Regimentsveterinär bei der Infanterie. Anfang 1943 geriet er als Chef einer Veterinärkompanie in der Schlacht von Stalingrad in sowjetische Kriegsgefangenschaft.
Nach dem Ende des Zweiten Weltkriegs kehrte Farchmin im Dezember 1948 nach Deutschland zurück, wurde Mitglied der Sozialistischen Einheitspartei Deutschlands (SED) und 1949 Referent der Hauptverwaltung Gesundheitswesen bei der Deutschen Wirtschaftskommission (DWK). Nach Gründung der DDR 1949 war er Mitarbeiter, später Abteilungsleiter im Ministerium für Gesundheitswesen.
Farchmin stand an führender Stelle beim Aufbau der gesamten Lebensmittelhygiene in der DDR. Er erwarb sich besondere Verdienste bei der Organisation der Lebensmittelüberwachung und in der Mitarbeit bei der Herausgabe einschlägiger gesetzlicher Bestimmungen zur Gewährleistung größtmöglicher Hygiene. 1957 nahm er die Berufung an die Humboldt-Universität zu Berlin an und wurde hier Direktor des Instituts für Lebensmittelhygiene, dazu Professor mit Lehrauftrag, 1959 mit vollem Lehrauftrag und 1962 mit Lehrstuhl an der Veterinärmedizinischen Fakultät. 1969 bis 1978 war er ordentlicher Professor und Leiter des Wissenschaftsbereichs Lebensmittelhygiene an der neu gebildeten Sektion Tierproduktion und Veterinärmedizin ebenda.

## Auszeichnungen
- 1957 Ehrentitel Verdienter Tierarzt der Deutschen Demokratischen Republik
- 1961 Hufeland-Medaille in Gold
- 1964 Ehrentitel Oberveterinärrat
- 1965 Verdienstmedaille der DDR
- 1978 Vaterländischer Verdienstorden in Bronze[3]

## Publikationen (Auswahl)
- Plastik am Huf unter Anwendung von künstlichem Hufhorn. Vet.med. Diss. Tierärztl. Hochschule Berlin, 1938,  Quakenbrück 1938.
- Das Lebensmittelgesetz : mit Nebengesetzen und einigen Erlassen nach dem Stande vom 1.9.1950. Im Auftrag der DLG, zus.gest. von G. Wundram, überarb. v. G. Farchmin, Berlin, 1951, 70 S.
- Das Lebensmittelgesetz vom 5. Juli 1927… mit kurzen Erläuterungen nach dem Stande vom 1. März 1954, Berlin, 1954, 68 S.; 2. Aufl. 1955; 3. Aufl. 1956; 6. Aufl. 1960, 136 S.
- Das Fleischbeschaugesetz mit den wichtigsten Verordnungen und Ausführungsbestimmungen sowie einigen Anordnungen der Regierung der Deutschen Demokratischen Republik nach dem Stande vom Dezember 1957, Berlin 1958, 435 S.
- Tierärztliche Lebensmittelhygiene, Jena, 1965, 345 S.; 2. Aufl. 1973, 358 S.
- Veterinärrecht, Grundwerk, 1960.
- Veterinärrecht, Loseblattsammlung, mit Ilse Claassen, Artur Meyer und Heinz Adomeit, Berlin, 1967 als 2. Aufl., mit mehreren Nachträgen (bis 1970).
- Hygiene der Fleischgewinnung. Mit Dorothea Beutling, Jena, 1978, 134 S.